# Мост Сен-Мишель
Мост Сен-Мишель (фр. Pont Saint-Michel) — каменный мост в центре Парижа; пересекает южный рукав Сены, соединяя площадь Сен-Мишель c островом Сите. Расположен напротив моста Менял. Название получил при возведении деревянного моста (1416—1424) в месте снесённого водным потоком в 1408 году Малого моста — по находившейся неподалёку часовне Сен-Мишель. Самый первый, Малый мост, был построен в 1378—1387 годы. Мост Сен-Мишель четыре раза перестраивался; последний раз реконструировался и получил буквы «N» (в связи с Наполеоном III) в 1857 году.
Рядом — одноимённая станция метро.
В 2001 году на мосту была открыта мемориальная доска в память о парижском погроме 1961 года.

## Упоминания в литературе
- Мост упоминается в романе Виктора Гюго «Собор Парижской Богоматери». На нём находился дом сводни Фалурдель, в котором состоялось свидание Эсмеральды и Феба де Шатопера, во время которого Клод Фроло ударил Феба кинжалом.
- Мост и его история описаны в романе А. Дюма «Королева Марго»

## Галерея

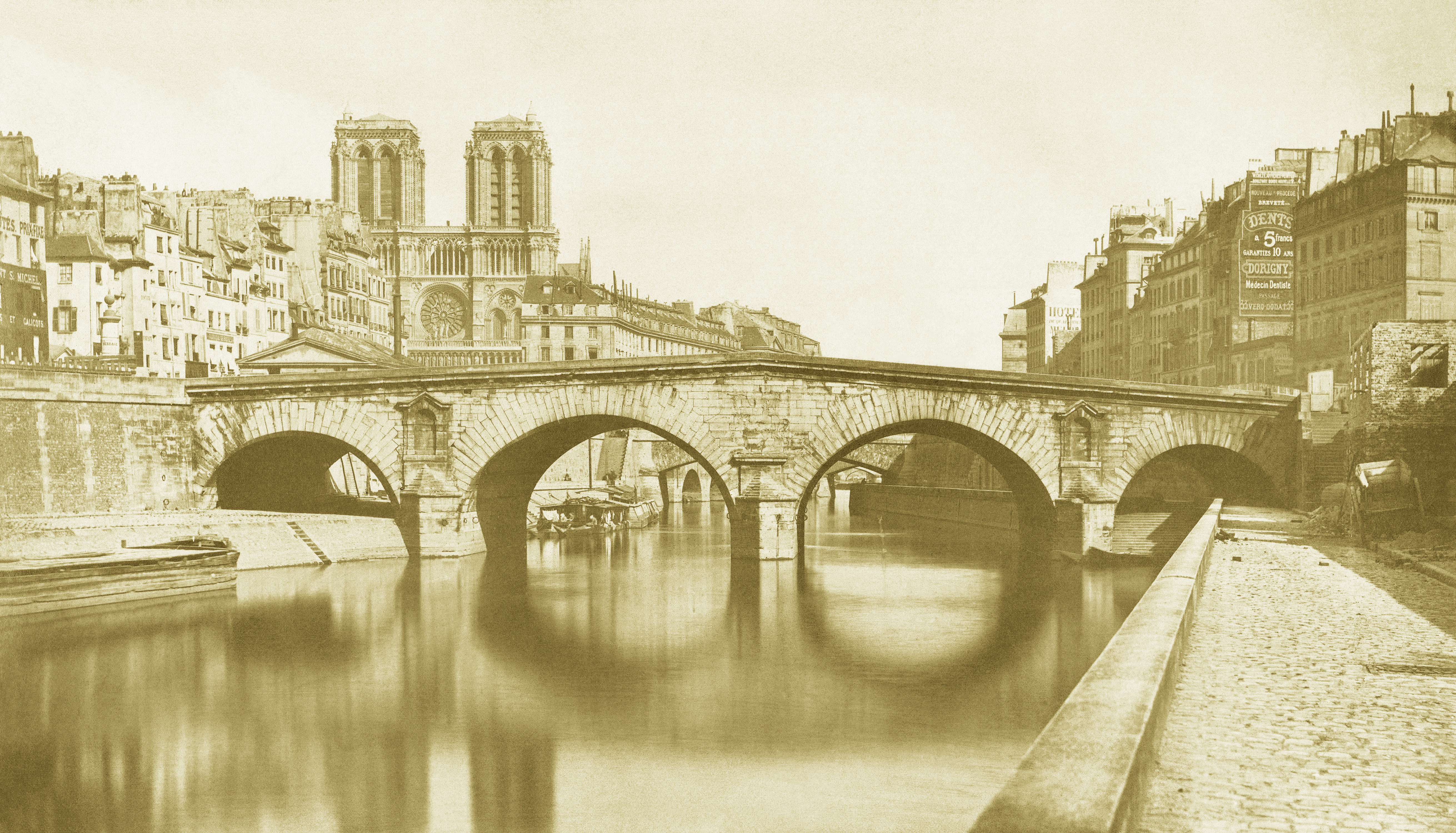
Старый мост Сен-Мишель перед реконструкцией (1857)
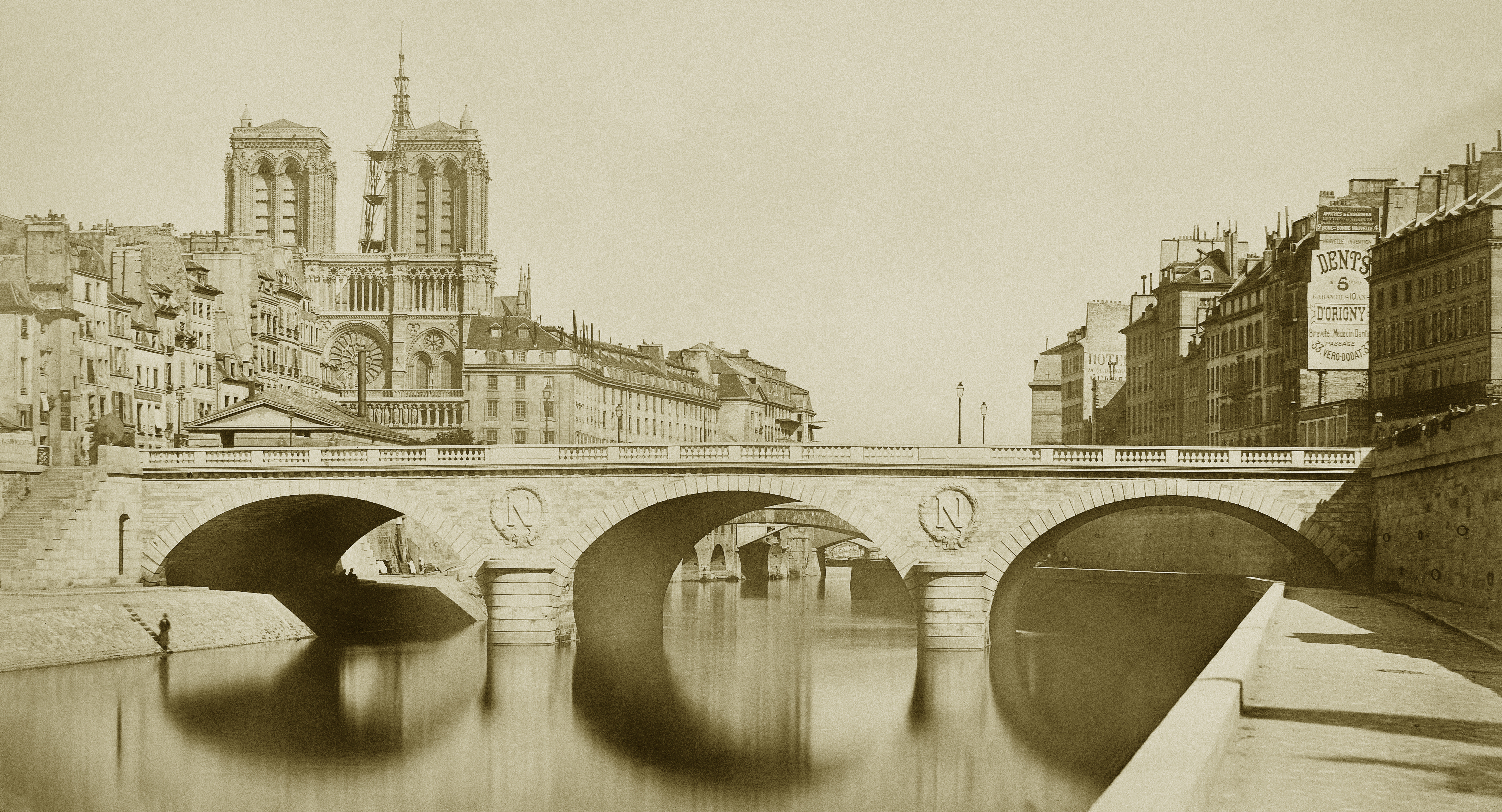
Мост Сен-Мишель после крупной реконструкции (1859)
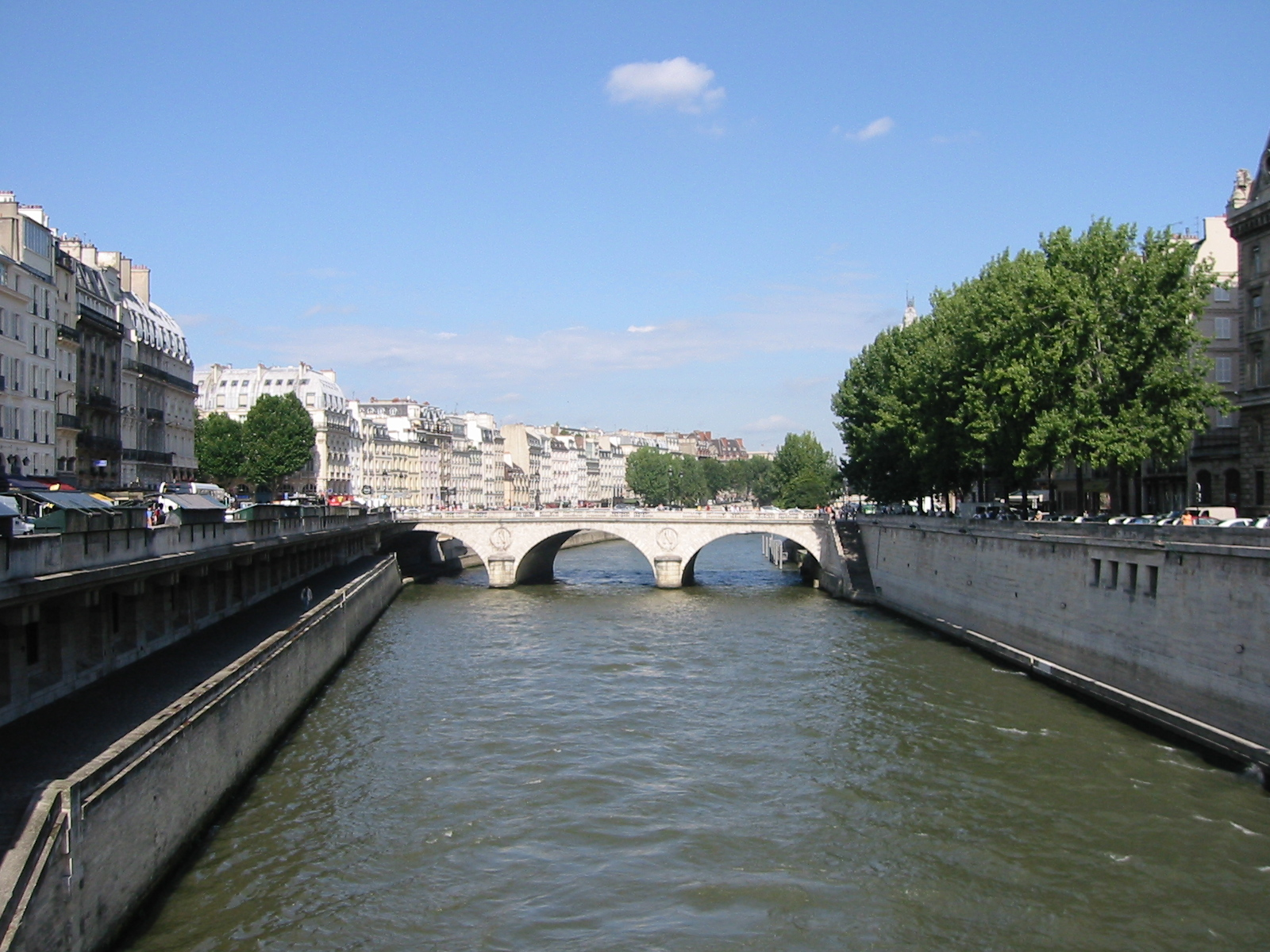
Вид с Малого моста
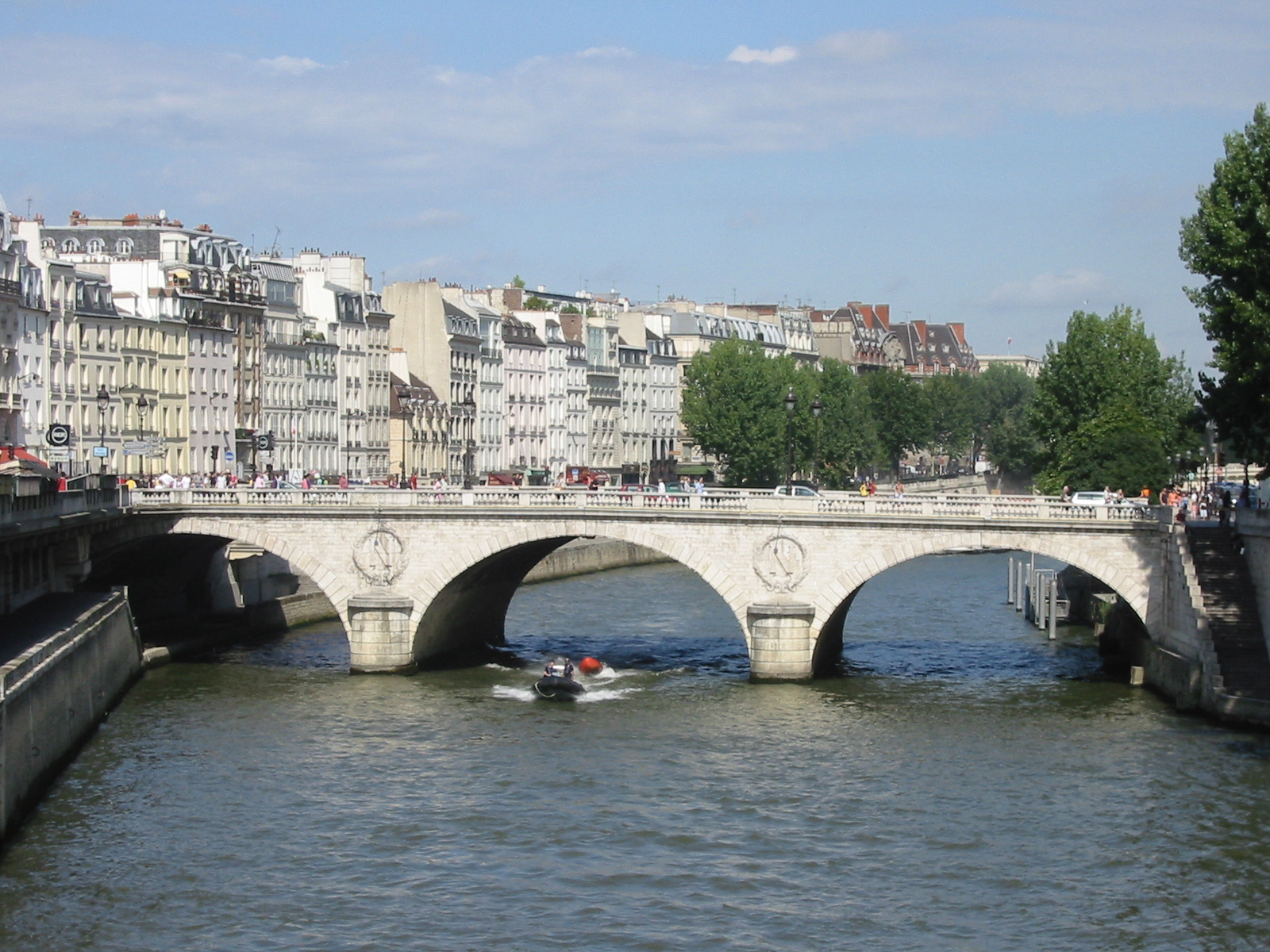
Вид с Малого моста
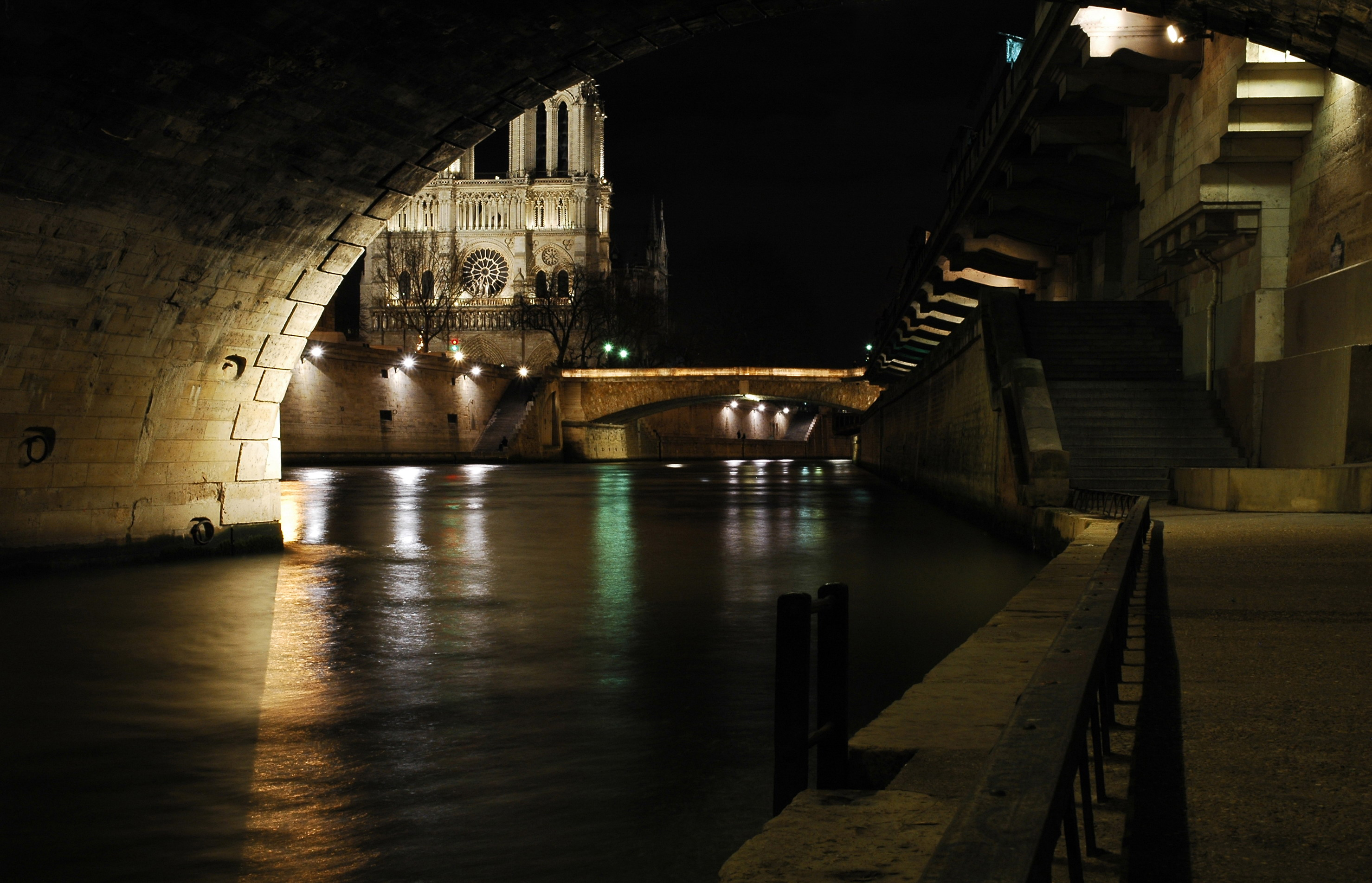
Вид на Нотр-Дам сквозь пролёт моста Сен-Мишель

## Расположение
| Расположение моста на Сене  | Расположение моста на Сене | Расположение моста на Сене   |
| --------------------------- | -------------------------- | ---------------------------- |
| Вниз по течению: Новый мост |                            | Вверх по течению: Малый мост |